# De Baarsjes
De Baarsjes ist ein Stadtviertel in der Gemeinde Amsterdam im Stadtbezirk Amsterdam-West und liegt in der niederländischen Provinz Nordholland mit einer Grundfläche von 1,64 km² und einer Einwohnerzahl von rund 34.000 mit 126 Nationalitäten (Stand: 2012).

## Geschichte
Der Name De Baarsjes stammt von der gleichnamigen früheren Ortschaft.
Im 17. Jahrhundert stand in dem noch ländlichen Gebiet eine Herberge mit dem Namen De Drie Baarsjes. Vermeldet wurde De Baarsjes auf amtlichen Dokumenten zum ersten Mal am 27. Mai 1642.
1904 wurde die Straßenbahnlinie („Tramlijn“) zwischen Amsterdam – Haarlem und Zandvoort gebaut und zur gleichen Zeit der Admiraal de Ruijterweg angelegt. Dieses Gebiet erhielt die Bezeichnung Trompbuurt und gehörte zur damaligen Gemeinde Sloten. Seit 1921 ist Sloten ein Teil der Gemeinde Amsterdam. Mit der Annektierung von Sloten entstand an der südlichen Seite vom A. de Ruijterweg das Wohnviertel Chasseebuurt. Dieses Viertel wurde zwischen 1920 und 1930 aufgrund des „Planes West“ im Stil der Amsterdamer Schule (Amsterdamse School) erweitert und 1925 der Mercatorplein angelegt.
Die Nachbarschaftsviertel Mercatorbuurt, Admiralenbuurt, Chasseebuurt, Trompbuurt und Postjesbuurt bilden seit 1990 das Viertel De Baarsjes. Es grenzt an den Rembrandtpark und den Erasmuspark. Die Straßenbahnen Nr. 7, 12, 13, 14 und 17 fahren durch den Bezirk (Stand: September 2009).

## Naturgarten
Der Natuurtuin-Slatuinen („Naturgarten-Salatgarten“), benannt nach dem Slatuinenweg (wörtlich: „Salatgartenweg“) liegt im Wohnviertel Chasseebuurt zwischen dem Slatuinenweg, der Chasseestraat, dem A. de Ruijterweg und der Jacob van Wassenaar-Obdamstraat. Zu Beginn des 21. Jahrhunderts wurde der „Garten“ als kleiner Park genutzt und hieß Wilhelmina-Parkje. Bis 1984 gehörte das Gebiet der Familie Hendriksen und war unter dem Namen Terrein Hendriksen als Baumschule und Gärtnerei bekannt. Anfang der 1980er wurde die Baumschule geschlossen und das Gelände verwilderte, bis die Gemeinde Amsterdam 1986 den Entschluss fasste, rund 40 Bäume zu fällen. 1991 ergriffen Bewohner die Initiative um die ehemalige Baumschule in einen Naturgarten mit einer sozialen Funktion umzugestalten. Der Stadtrat stimmte dem Vorschlag zu. Seitdem wird der Garten mit Hilfe von zwölf ehrenamtlichen und einem bezahlten Mitarbeiter gepflegt und zu bestimmten Zeiten für die Bewohner geöffnet. Die Gartenanlage wird von den Benutzern auch gerne als kleines verborgenes Paradies („verborgen Paradijsje“) bezeichnet.

## Kultur
In De Baarsjes gibt es sieben religiöse Einrichtungen, Kirchen (Kerken) und Moscheen (Moskee).
- Die marokkanische Moschee An-Nour-Moskee in der Witte de Withstraat.
- Die türkische Moschee Ayasofya Moskee am Postjesweg (Millî Görüş)
- Eine pakistanische Moschee Moskee Ghousia al Masjid am Baarsjesweg
- Die römisch-katholische Kirche Augustinuskerk, Teil des Altersheimes Nieuw Vredenburgh
- Die Jerusalemkerk (Jerusalemkirche) in der Jan Maijenstraat
- Eine Surinamische Kirche der Pfingstgemeinde, Maranatha Ministries
- Die Universele Kerk van Gods Rijk (wörtlich: Universalkirche vom Reich Gottes) in der Jan Evertsenstraat
- Die Chassékerk (Chassékirche) aus der Zeit von 1924 bis 1926. Dient nicht mehr religiösen Zusammenkünften. Der Stadtteilrat wil ein Wohnungskomplex an dieser Stelle errichten.

## Wohnviertel inDe Baarsjes
Der Stadtteil besteht aus fünf Nachbarschaftsvierteln:
- Admiralenbuurt. Um 1920 angelegt und seit 1990 im Stadtbezirk De Baarsjes liegend, seit Mai 2010 gehört das Viertel zu Amsterdam-West. Der Name stammt von holländischen und seeländischen (Zeeuwse) Admirälen, wonach mehrere Straßen ihren Namen erhielten. In diesem Wohnviertel liegt die Admiralengracht.
- Chasseebuurt, genannt nach der Chasseestraat, umgeben vom Baarsjesweg, Postjesweg, Admiraal de Ruijterweg, der Admiralengracht und der Jan Evertsenstraat.

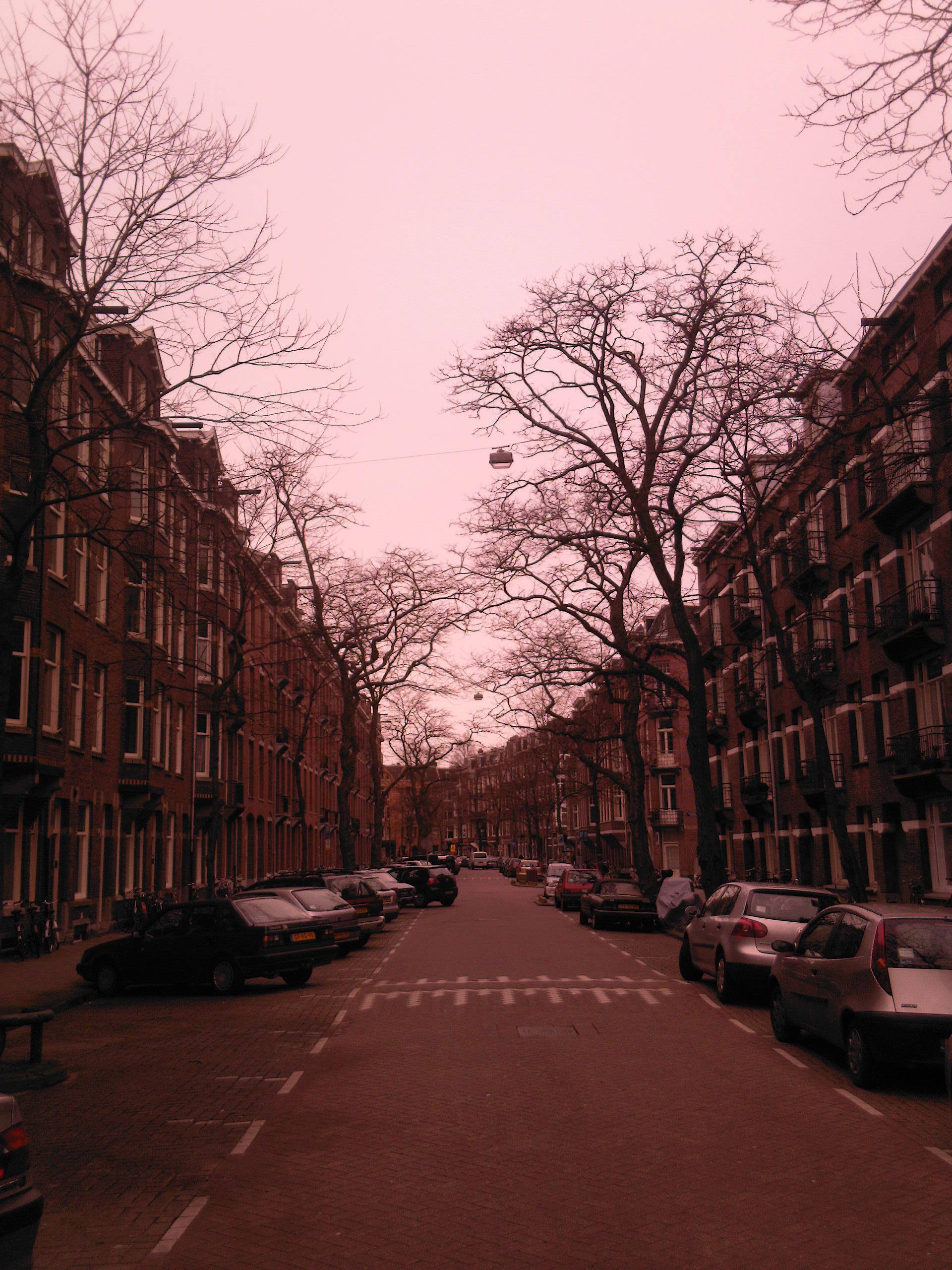
Maarten Hapertszoon Trompstraat

- Mercatorbuurt. Der Mercatorplein wurde von dem Architekten Hendrik Petrus Berlage entworfen[5]. Der Platz bekam seinen Namen nach dem Kartographen Gerardus Mercator und wurde 2009 modernisiert, unter anderem mit mehr Grünflächen.
- Postjesbuurt. Diese Viertel grenzt zum Teil an den Rembrandtpark. Hier liegt der Surinameplein wo jährlich am 30. Juni und 1. Juli eine Gedenkfeier stattfindet für die Abschaffung der Sklaverei.
- Trompbuurt, genannt nach dem Seefahrer Maarten Harpertszoon Tromp. Die Trompbuurt lag früher in der Gemeinde Sloten und gehört ab 1921 zur Gemeinde Amsterdam.